# Esparron (Hautes-Alpes)
Esparron ist eine französische Gemeinde im Département Hautes-Alpes in der Region Provence-Alpes-Côte d’Azur. Sie gehört zum Kanton Tallard im Arrondissement Gap.

## Geographie
Die Gemeinde Esparron liegt 22 Kilometer südwestlich von Gap (Luftlinie). Im Westen des Gemeindegebietes verläuft das Flüsschen Maraise, das hier zum See Lac de Peyssier aufgestaut ist. Esparron grenzt im Norden an Châteauneuf-d’Oze, im Osten an Sigoyer und Vitrolles, im Süden an Barcillonnette und Ventavon, im Südwesten an Savournon sowie im Westen an Le Saix und Saint-Auban-d’Oze.

## Geschichte
Aus dem Jahr 1188 gibt es eine Erwähnung unter dem Ortsnamen „Esparron“. Die Siedlung hieß auch „Isparonum“ (1100) oder „Sparronum“ (1500).

### Bevölkerungsentwicklung
| Jahr                       | 1962 | 1968 | 1975 | 1982 | 1990 | 1999 | 2008 | 2012 | 2020 |
| Einwohner                  | 48   | 48   | 34   | 30   | 28   | 27   | 36   | 39   | 58   |
| Quellen: Cassini und INSEE |      |      |      |      |      |      |      |      |      |

## Sehenswürdigkeiten

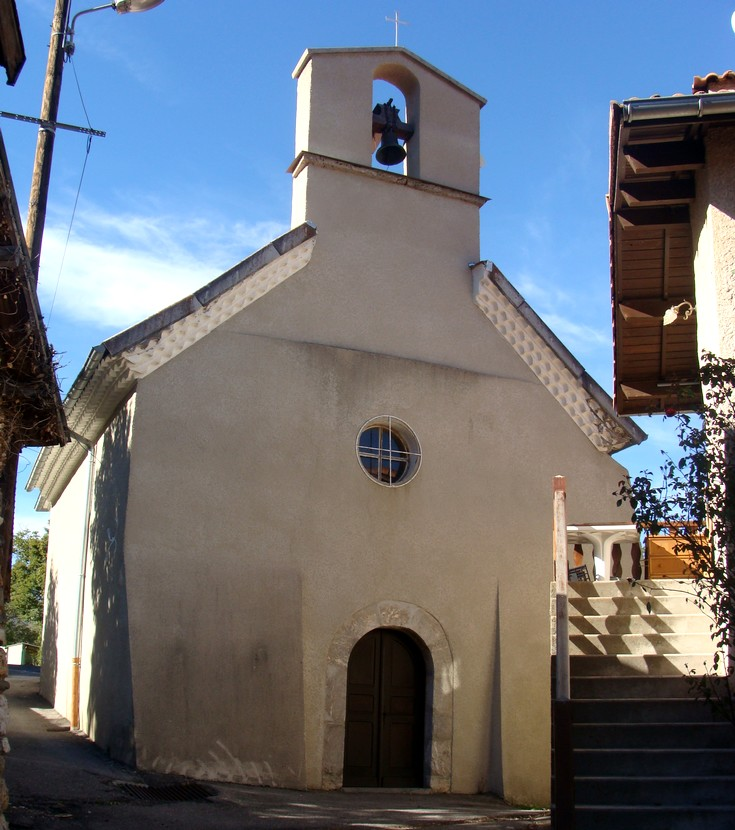
Kirche Saints-Pierre-et-Paul
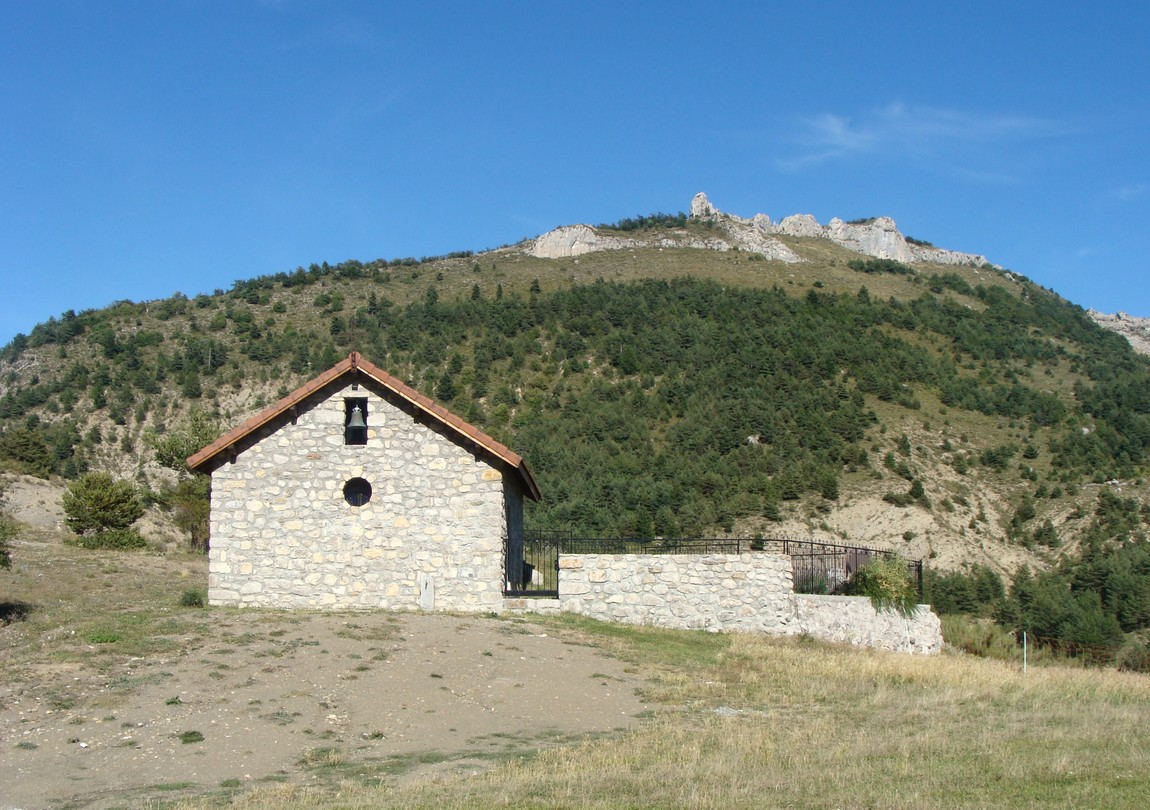
Kapelle im Ortsteil Espréaux
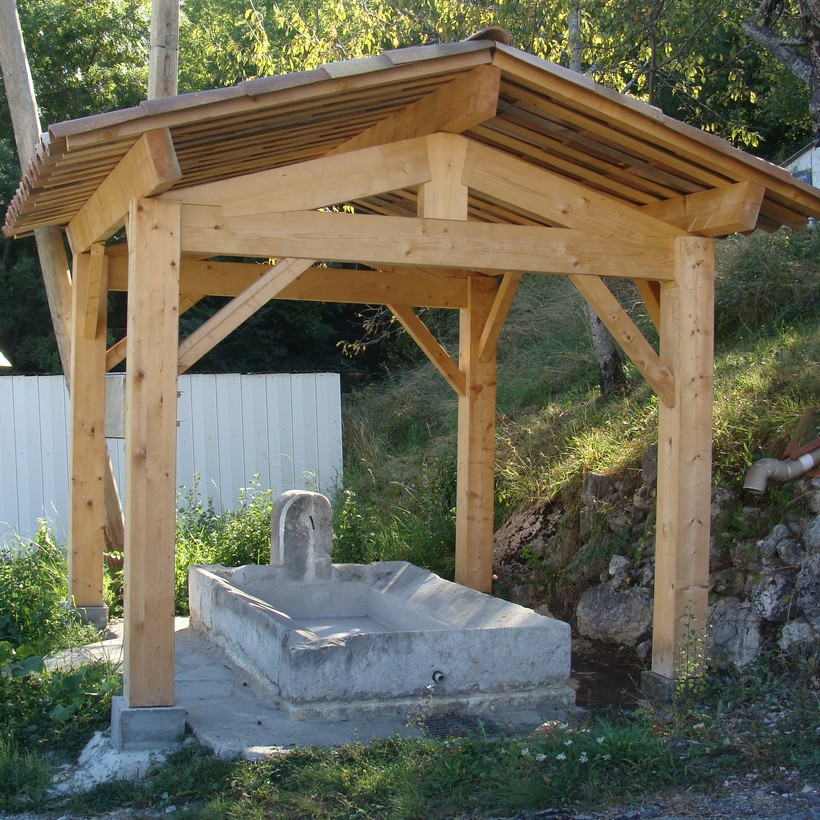
Lavoir